# NKOTBSB
NKOTBSB er en gruppe bestående af de to amerikanske boybands New Kids on the Block og Backstreet Boys. Backstreet Boys-medlemmet Howie Dorough kom op med navnet, , som er en kombination hver gruppes navne, NKOTB og BSB . Sammen har de udgivet en opsamlingsalbum 
NKOTBSB, og de turnerede rundt i USA, Europa, Australien og Asien i 2011-2012.